# Venustocephala aequatorialis
Venustocephala aequatorialis är en svampart som beskrevs av Matsush. 1995. Venustocephala aequatorialis ingår i släktet Venustocephala, divisionen sporsäcksvampar och riket svampar.   Inga underarter finns listade i Catalogue of Life.